# Kanakono
Kanokono est une ville du district des Savanes située au nord de la Côte d'Ivoire, dans le département de Tingréla dont elle est l'une des sous-préfectures.